# Crouzet (pâte)
Pour les articles homonymes, voir Crouzet.

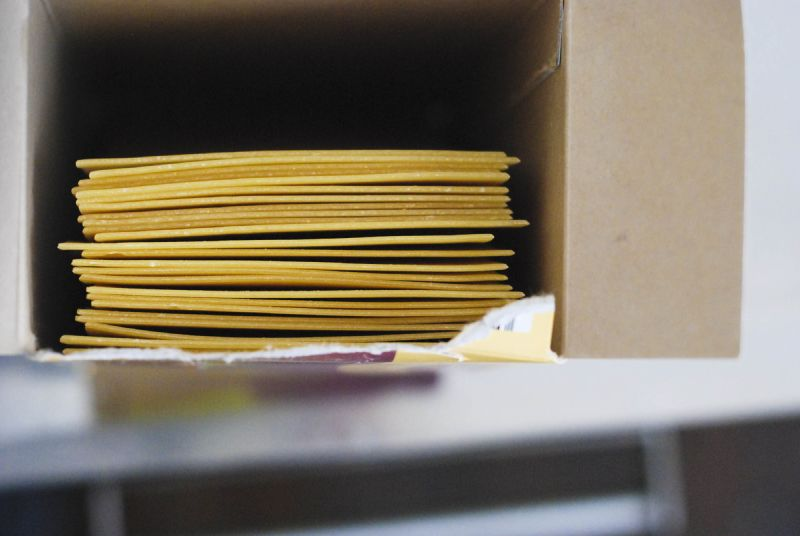
Crouzets des Alpes-de-Haute-Provence en forme de lasagne.

Un crouzet est une pâte alimentaire élaborée dans les Alpes provençales, avec des variantes hors de cette région.

## Histoire

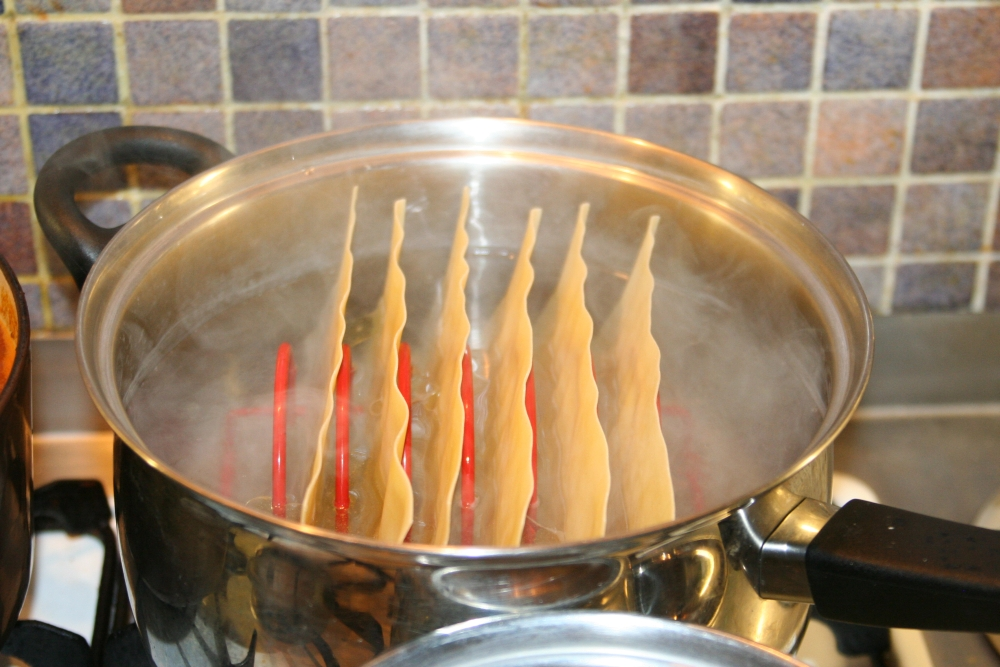
Cuisson des crouzets.

Les crouzets se présentaient comme des disques, étirés et ourlés avec le pouce, comportant entre sept et douze plis caractéristiques au centre. Ce façonnage demandait une grande dextérité et sa réussite était le signe distinctif des jeunes filles à marier jusqu'au milieu du XXe siècle.

## Variétés
Si, la tradition ayant été bousculée par les procédés industriels, le crouzet se présente encore comme une pâte ronde et plissée dans la vallée de l'Ubaye, il a pris la forme de lasagnes dans le reste des Alpes-de-Haute-Provence, tandis qu'on le retrouve en Savoie en petits carrés de pâtes sèches à base de sarrasin.
Dans le Var, il est appelé crouisse, et sugelli dans la haute vallée de la Roya.